# Гарольд Роуч
Гарольд Юджин «Гел» Роуч, старший (англ. Harold Eugene «Hal» Roach, Sr.; 14 січня 1892 — 2 листопада 1992) — американський продюсер, режисер та актор 1910-х — 1990-х років.

## Життєпис
Галрольд Роуч народився 14 січня 1892 році у місті Елмір, Нью-Йорк. Мріяти про вистави він почав ще школярем, під враженням від творів Марка Твена.
У 1912 році Роуч прибув в Голлівуд, де почав працювати як підручний у німому кіно. Через кілька років, отримавши спадщину, Гел почав створювати та власні фільми, разом зі своїм другом Гарольдом Ллойдом; так, в 1915 році Роуч виступив продюсером близько двох десятків короткометражок.
У тому ж 1915 році Гел одружився з акторкою Маргарит Ніколс. У цій родині з'явилося двоє дітей — син Гел-молодший і дочка Маргарита.
Не зумівши закріпитися в центрі Лос-Анджелеса, Роач відкрив свою кінокомпанію «Hal Roach Studios» у Калвер-Сіті.
Протягом 20-х і 30-х років Роуч багато працював зі своїм другом Ллойдом (який вважався головним добувачем грошей), а також відомо про його співпрацю з Вілльямом Роджерсом, Максом Девідсоном, Чарлі Чейзом, Гаррі Лангдоном, Тельмою Тодд, Петсі Келлі, і з великими коміками Лорелом і Гарді. Самим великим і значущим конкурентом Роуча на початку його кар'єри був продюсер Мак Сеннет. Відомо, що в 1925 році Роучу вдалося переманити до себе режисера Сеннетта — Ф. Річарда Джонса. В цей період Гел сам виступав в безлічі картин не лише продюсером, але і сценаристом, і режисером.
Наприкінці 20-х років його фільми перейшли у формат звукового кіно. Якщо подивитися на фільмографію продюсера і режисера Роуча, можна помітити, що, наприклад, впродовж одного лише 1921 року під його патронажем вийшло понад 60 кінокартин. Звичайно ж, всі ці фільми були короткими, часто лише 15-хвилинними розважальними картинами. Однак, як би не було, але повна фільмографія Гела Роача складається з дуже переконливої цифри в 1 200 кінофільмів; а в кіноіндустрії він пропрацював 76 років — перший його фільм датований 1914-му, останній — 1990-м роком.
Величезним успіхом публіки користувався і комічний дует Лорел-Гарді; у 1931 році вийшла 65-хвилинна комедія, і з цього часу короткометражки почали розбавлятися повнометражними фільмами. В 1932 виступив продюсером короткометражної комедії «Музична скринька». Наприкінці 30-х і початку 40-х знову багато експериментував з короткометражками, вибираючи між тривалістю 40 і 50 хвилин.
У 1941 році померла його дружина Маргарит, з якою він прожив разом 26 років. Відомо, що після смерті першої дружини Роач одружився ще раз, на Люсілль Прін.
На військову службу Роач був призваний у 1942 році, бувши 50-річним. Студія його тоді перейшла у відомство армії та припинила випуск розважального кіно та зайнялася виробництвом навчальних і військових фільмів, які підіймали моральний і бойовий дух бійців.
У 1955 році Роач передав кермо влади своєму синові і зменшив активність. Втім, його ім'я в титрах картин бувало ще не раз, востаннє він виступив як виконавчий продюсер у 1990 році. Однак, справжня активність Гела закінчилася наприкінці 50-х. Відомо, що син його не виявився таким же геніальним фінансистом як батько, і Гелу не раз доводилося втручатися у керування й витягувати своє дітище з фінансових негараздів. На початку 1960-х студія була продана.
У 1984 році 92-річний продюсер був нагороджений почесним «Оскар». Навесні 1992-го, після свого 100-річного ювілею, Гел був гостем на черговій церемонії вручення призів кіноакадемії. За оригінальним збігом обставин під час його виступу відмовили мікрофони; ведучий Біллі Крістал тоді дуже вдало пожартував щодо того, що трапилося цілком закономірно — адже Гел Роач робив свої перші кроки в кіноіндустрії саме в епоху німого кіно.
Гел Роач помер від пневмонії, не доживши всього декілька місяців до свого 101-го дня народження. Сталося це 2 листопада 1992 року, в його будинку в Бель-Ейр, штат Каліфорнія. Поховали його на кладовищі Woodlawn Cemetery в місті, де пройшло його дитинство.

## Вибрана фільмографія
- 1918 — Бензинове весілля — продюсер
- 1918 — Виглядайте приємним, будь ласка — продюсер
- 1919 — У мене своя дорога — режисер, продюсер
- 1919 — Весняна лихоманка — режисер, продюсер
- 1919 — Будьте моєю дружиною — режисер, продюсер
- 1919 — Діти капітана Кідда — режисер, продюсер
- 1919 — Повернутися до лісу — режисер
- 1920 — Вийдіть і доберіться — режисер
- 1922 — Лікар Джек — продюсер